# Райки (Житомирская область)
Райки (укр. Райки) — село на Украине, находится в Бердичевском районе Житомирской области.
Код КОАТУУ — 1820885301. Население по переписи 2024 года составляет 907 человек. Почтовый индекс — 13333. Телефонный код — 4143. Занимает площадь 3,76 км².
Близ села Райки в урочище Лука на возвышенном левом берегу реки Гнилопяти находится Райковецкое городище, которое представляет собой остатки небольшого укреплённого города VII — первой половины XIII века, уничтоженного монголо-татарами в 1240 году.

## Адрес местного совета
13333, Житомирская область, Бердичевский р-н, с. Райки